# Бартфаи-Магер, Андреа
Андреа Бартфаи-Магер (венг. Bártfai-Mager Andrea) — венгерская женщина-политик и экономист. Действующий министр без портфеля по управлению национальными активами с 18 мая 2018 года.

## Биография
Окончила Университет экономических наук в Будапеште по специальности экономист, эксперт по международным отношениям.
В 1998—2001 гг. — руководящий сотрудник банка Postabank, в 2001—2007 гг. — Венгерского национального банка. В 2002—2004 гг. — председатель правления пенсионного фонда Венгерского национального банка, в 2004—2006 гг. — член наблюдательного совета пенсионного фонда Венгерского внешнеторгового банка. В 2005—2006 гг. — страновой координатор программы показателей финансовой устойчивости Международного валютного фонда. В 2004—2007 гг. представляла Венгерский национальный банк в Европейском центральном банке. В 2007—2010 гг. — член совета по конкуренции Венгерского конкурентного ведомства (GVH). В 2010—2011 гг. исполнительный директор издательства «Мадьяр кёзлёни» (Magyar Közlöny Lap- és Könyvkiadó), выпускающего одноимённую правительственную газету. 21 марта 2011 года избрана членом валютного комитета Венгерского национального банка.
6 июля 2016 года сменила Ласлоне Немет на должности уполномоченного по делам почты и национальным финансовым услугам в третьем кабинете Орбана под руководством премьер-министра Виктора Орбана.
18 мая 2018 года получила портфель министра без портфеля по управлению национальными активами в четвёртом кабинете Орбана.
Владеет английским, русским и итальянскими языками.
Замужем. Муж — Бела Бартфаи, глава Венгерской ассоциации по хранению углеводородов (Magyar Szénhidrogén Készletező Szövetség, MSZKSZ).